# Bill Lang
Bill Lang (Kanada, Ontario, Newmarket, 1973. július 16. –) kanadai jégkorongozó.

## Karrier
Komolyabb junior karrierjét az OHL-es North Bay Centennialsban kezdte 1990-ben. Ebben a csapatban 1994-ig játszott. Legjobb idényében 64 mérkőzésen 95 pontot szerzett. Az 1993-as NHL-drafton a Dallas Stars választotta ki a 10. kör 249. helyén. A National Hockey League-ben sosem játszott. 1994–1995-ben az ECHL-es Columbus Chillben majd a szintén ECHL-es Hampton Roads Admiralsban játszott. A következő idényt szintén az ECHL-ben töltötte a Raleigh Icecapsben és a South Carolina Stingraysben. 1996–1998 között a University of New Brunswick egyetemi csapatban játszott. 1998–1999-ben nem játszott sehol majd 1999–2000-ben a WPHL-es Shreveport Mudbugsban játszott és a következő idényben a csapat nevet változtatott Bossier-Shreveport Mudbugsra, ahol még két idényt töltött majd 2002-ben visszavonult.

## Díjai
- WPHL-bajnok (President's kupa): 2001